# دین پارکس
دین پارکس (انگلیسی: Dean Parks؛ زادهٔ ۱ ژانویه ۱۹۴۷) یک موسیقی‌دان اهل ایالات متحده آمریکا است. وی از سال ۱۹۷۰ میلادی تاکنون مشغول فعالیت بوده‌است.